# Amazing (Francesca Michielin)
Amazing è un singolo della cantante italiana Francesca Michielin, pubblicato il 28 marzo 2014 come unico estratto dalla colonna sonora del film The Amazing Spider-Man 2 - Il potere di Electro.
Il singolo è stato successivamente inserito nella lista tracce del secondo album in studio della Michielin, di20.

## Descrizione
Ad inizio marzo, la cantante ha annunciato attraverso Facebook di far parte degli artisti che hanno composto la colonna sonora del film The Amazing Spider-Man 2 - Il potere di Electro, annunciando il titolo del brano da lei realizzato. Amazing ha visto la cantante sia nei ruoli di interprete sia in quello di autrice di musica e testo insieme a Negin Djafari e Fausto Cogliati.
Pochi giorni dopo, sempre attraverso Facebook, la cantante ha ufficializzato il 28 marzo come data per la pubblicazione del singolo sia per il download digitale che per la rotazione radiofonica. Nello stesso annuncio, la Michielin si è detta «felice per aver avuto la possibilità di scrivere un pezzo per questo film» e di essere contenta per essersi messa in gioco con un brano in inglese.

## Video musicale
Il videoclip, diretto da Gaetano Morbioli, è stato reso disponibile a partire dall'11 aprile e alterna scene tratte da The Amazing Spider-Man 2 - Il potere di Electro con altre in cui la Michielin canta, ambientate in un interno.

## Tracce
1. Amazing – 3:31 (Francesca Michielin, Negin Djafari, Fausto Cogliati)